# Северни Хвангхе
Северни Хвангхе (кореј. 황해북도, Хвангхебук-до) једна је од девет провинција Северне Кореје. Њен главни град је Саривон.

## Подела
У провинцији Северни Хвангхе се налази 3 града и 18 округа.

### Градови
- Саривон
- Кесонг
- Сонгрим

### Окрузи
- Чангпунг
- Чунгхва
- Хвангџу
- Кепунг
- Коксан
- Кумчон
- Понгсан
- Пјонгсан
- Ринсан
- Сангвон
- Сингје
- Синпјонг
- Сохунг
- Суан
- Тосан
- Унпа
- Јонсан
- Јонтан